# Самерс (Нью-Йорк)
Самерс (англ. Somers) — місто (англ. town) в США, в окрузі Вестчестер штату Нью-Йорк. Населення — 21 541 особа (2020).

## Демографія
Згідно з переписом 2010 року, у місті мешкали 20 434 особи в 7623 домогосподарствах у складі 5663 родин. Було 7982 помешкання
Расовий склад населення:
| - 92,9 % — білих - 3,2 % — азіатів - 1,6 % — чорних або афроамериканців - 0,1 % — вихідців з тихоокеанських островів - 0,1 % — корінних американців - 1,0 % — осіб інших рас |

До двох чи більше рас належало 1,2 %. Частка іспаномовних становила 4,9 % від усіх жителів.
За віковим діапазоном населення розподілялося таким чином: 24,8 % — особи молодші 18 років, 52,8 % — особи у віці 18—64 років, 22,4 % — особи у віці 65 років та старші. Медіана віку мешканця становила 46,6 року. На 100 осіб жіночої статі у місті припадало 91,0 чоловіків;  на 100 жінок у віці від 18 років та старших — 85,3 чоловіків також старших 18 років.
Середній дохід на одне домашнє господарство  становив 158 197 доларів США (медіана — 118 098), а середній дохід на одну сім'ю — 183 676 доларів (медіана — 142 129). Медіана доходів становила 103 610 доларів для чоловіків та 71 865 доларів для жінок. За межею бідності перебувало 2,3 % осіб, у тому числі 0,3 % дітей у віці до 18 років та 5,0 % осіб у віці 65 років та старших.
Цивільне працевлаштоване населення становило 10 088 осіб. Основні галузі зайнятості: освіта, охорона здоров'я та соціальна допомога — 26,7 %, науковці, спеціалісти, менеджери — 16,6 %, фінанси, страхування та нерухомість — 11,5 %, роздрібна торгівля — 9,1 %.